# Dasypoda iberica
Dasypoda iberica är en biart som beskrevs av Warncke 1973. Dasypoda iberica ingår i släktet byxbin, och familjen sommarbin. IUCN kategoriserar arten globalt som otillräckligt studerad. Inga underarter finns listade i Catalogue of Life.